# Recopa Aerosur 2011
La Recopa AeroSur 2011 fue una competición de fútbol que se disputó a doble partido en Bolivia, durante los días 5 y 13 del mes de noviembre, de 2011. Enfrentó al campeón de la  Copa Aerosur de Campeones, Wilstermann, contra el campeón de la Copa AeroSur del Sur, Universitario de Sucre.
|                            | 1-1 | (4-3) |                 |
| Universitario de Sucre 1 0 | 1-1 | (4-3) | Wilstermann 0 1 |
| -------------------------- | --- | ----- | --------------- |

## Partidos
| Universitario de Sucre |  | Bolivia |  | Campeón de la Copa AeroSur del Sur.      |
| Wilstermann            |  | Bolivia |  | Campeón de la Copa Aerosur de Campeones. |

| Árbitro de la Final: Carlos García (Cbba) | Bandera de Bolivia |

## Estadios
- Estadio Olímpico Patria, Sucre, con capacidad para 30.000 espectadores.

- Estadio Félix Capriles, Cochabamba, con capacidad para 32.000 espectadores.

| Bandera de Bolivia             |
| Campeón Universitario de Sucre |
| Primer Título                  |